# 59 Arietis
59 Arietis, som är stjärnans Flamsteed-beteckning, är en ensam stjärna belägen i den norra delen av stjärnbilden Väduren. Den har en skenbar magnitud på ca 5,91 och är mycket svagt synlig för blotta ögat där ljusföroreningar ej förekommer. Baserat på parallax enligt Gaia Data Release 2 på ca 15,4 mas, beräknas den befinna sig på ett avstånd på ca 212 ljusår (ca 65 parsek) från solen. Den rör sig närmare solen med en heliocentrisk radialhastighet av ca –4,7 km/s.

## Egenskaper
59 Arietis är en gul underjättestjärna av spektralklass G7 IV, som efter att har förbrukat förrådet av väte i dess kärna och utvecklas nu till en jättestjärna. Den har en massa som är ca 2 solmassor, en radie som är ca 5,8 solradier och utsänder ca 20 gånger mera energi än solen från dess fotosfär vid en effektiv temperatur av ca 5 000 K.